# Парк Тиљерије
Парк Тиљерије (фр. Jardin des Tuileries) је јавни парк који се налази између Лувра и Трга Конкорд у 1. округу Париза, у Француској. Створила га је Катарина Медичи као врт палате Тиљерије 1564. године, а отворен је за јавност 1667. године и постао је јавни парк након Француске револуције. У 19, 20. и 21. веку то је било место где су Парижани славили, састајали се, шетали и опуштали се.

## Историја и развој

### Парк Катарине Медичи
У јулу 1559. године, након случајне смрти њеног супруга Анрија II, краљица Катарина Медичи одлучила је да напусти своју резиденцију Хотел Турнел, у источном делу Париза, близу Бастиље. Заједно са сином, новим краљем Француске Франсоом II, другом децом и краљевским двором, преселила се у палату Лувр. Пет година касније, 1564, наручила је изградњу нове палате одмах иза зида Шарла V Мудрог, недалеко од Лувра, у близини градске капије Порт Сант-Оноре.
Од 13. века ово подручје су заузимале фабрике за израду плочица назване tuileries (од француског tuile, што значи „плочица“).
Катарина је даље наручила пејзажног архитекту из Фиренце, Бернар д`Карнеса, да створи италијански ренесансни врт, са фонтанама, лавиринтом, пећином и украшеним са фајансним сликама биљака и животиња, које је направио Бернар Палиси, коме је Катарина дала задатак да открије тајну кинеског порцелана.
Парк Катарине Медичи био је затворени простор дугачак пет стотина и широк три стотине метара, одвојен стазом од нове палате. Био је подељен у правоугаоне одељке са шест уличица, а одељци су били засађени травњацима, цветним лејама и малим групама од по пет стабала; као и са баштама за домаћинство и виноградима.
Парк Тиљерије је у то време био највећи и најлепши врт у Паризу. Катарина га је користила за раскошне краљевске свечаности у част амбасадора енглеске краљице Елизабете I и венчања своје ћерке Маргарете од Валоа са Анријем III Наварским, познатијим као Анри IV, француски и наварски краљ.

### Парк Анрија IV
Краљ Анри III био је приморан да побегне из Париза 1588. године, а парк је пропао. Његов наследник, Анри IV (1589-1610), и његов баштован, Клод Моле, обновили су парк, изградили наткривено шеталиште дужине парка, а паралелна алеја засађена је дудом, где се краљ надао да ће узгајати свилене бубе и почети индустрију свиле у Француској. Такође је изградио правоугаоно језеро 65 x 45 м са фонтаном коју је водом снабдевала нова пумпа изграђена 1608. године на Понт Неуфу. Простор између палате и некадашњег рова Шарла V Мудрог претворен је у „Нови парк“ (Jardin Neuf) са великом фонтаном у центру. Иако Анри IV никада није живео у Палати Тиљерије, која се непрекидно обнављала, он је вртове парка користио за опуштање и вежбање.

### Парк Луја XIII
1610. године, смрћу оца, Луј XIII је са девет година постао нови власник парка. Постао је његово огромно игралиште - користио га је за лов, а држао је и менажерију животиња. На северној страни парка, Марија Медичи је основала школу јахања, стаје и наткривену салу за вежбање коња.
Када краљ и двор нису били у Паризу, вртови су претворени у место за задовољство племства. Ћерка Гастона д'Орлеанса и нећака Луја XIII, позната као La Grande Mademoiselle, држала је својеврсни двор у кабареу, а „Нова башта“ Анрија IV (данашњи Карусел) постала је позната као „Партер госпођице“. 1652. године, „Велика госпођица“ избачена је из дворца и парка јер је подржала устанак Фронда против свог рођака, младог Луја XIV.

### Парк Луја XIV и Ле Нотр
Нови краљ је брзо наметнуо свој осећај за ред у парку Тиљерије. Његови архитекти, Луј ле Во и Франсоа Дорбеј, коначно су завршили палату Тиљерије, правећи одговарајућу краљевску резиденцију. 1662. године, да би прославио рођење свог првог детета, Луј XIV је одржао огромну параду у Новом врту, који је увећан испуњавањем рова Шарла V и претворен у подлогу за параду. Након тога трг је био познат као Трг Карусел.
1664. године, Колбер, краљев надгледник зграда, наложио је пејзажном архитекти Андреу ле Нотру да редизајнира целу башту. Ле Нотр је био унук Пјера Ле Нотра, једног од баштована Катарине Медичи, а његов отац Жан је такође био баштован у парку Тиљерије. Одмах је почео да трансформише парк у формални француски парк, заснован на симетрији, реду и дугим перспективама.
Елиминисао је улицу која је раздвајала палату и парк и заменио је терасом која је гледала на цветне леје омеђене ниским живицама од шимшира и испуњене цвећем. У средиште цветњака поставио је три украсна језера са фонтанама. Испред центра прве фонтане положио је Велику алеју, која се протезала на 350 метара. Са обе стране је изградио још две уличице, обрубљене кестенима. Повезао је ове три главне улице малим стазама да би створио одељке засађене разноликим дрвећем, грмљем и цвећем.
На јужној страни парка, поред Сене, саградио је дугачку терасу засађену дрвећем, са погледом на реку. Саградио је другу терасу на северној страни, са погледом на парк.
На западној страни парка, поред данашњег Трга Конкорд, саградио је две рампе у облику потковица и две терасе са погледом на осмоугаоно језеро пречника 60 м, односно 70 м од угла до угла, са једном фонтаном у центру са воденим млазом висине 12 м, уз снажне млазове од сваког угла до центра. 
Ле Нотр је желео да се његова велика перспектива од палате до западног краја врта настави изван врта. 1667. године направио је планове за авенију са два реда дрвећа са обе стране, која би се наставила на запад до данашњих Јелисејских поља.
Ле Нотр и његових стотине зидара, баштована и земљорадника радили су на баштама од 1666. до 1672. године. 1682. године, међутим, краљ, бесан на Парижане због отпора његовој власти, напустио је Париз и преселио се у Версај.
1667. године, на захтев познатог аутора Успаване лепотице и других бајки, Шарла Пероа, парк Тиљерије отворен је за јавност, са изузетком просјака, „лакеја“ и војника. То је био први краљевски врт који је био отворен за јавност.

### У 18. веку
После смрти Луја XIV, петогодишњи Луј XV постао је власник парка Тиљерије. Врт, напуштен скоро четрдесет година, враћен је у ред. 1719. године, две велике скулптуре, Слава и Меркур, које је израдио вајар Антоан Козево, пренете су из краљеве резиденције у Марлију и постављене на западни улаз у врт. Остале статуе постављене су дуж Велике алеје.
Концерти и ватромет у парку славили су одређене празнике, попут 25. августа, празника Светог Луја. У парку су постављани мали штандови са храном, а столице су се могле изнајмити за малу накнаду. Јавни тоалети су додати 1780. године.

#### Током Француске револуције
6. октобра 1789. године, када је почела Француска револуција, краљ Луј XVI доведен је против своје воље у палату Тиљерије. Парк је био затворен за јавност, осим поподне. Краљица Марија Антоанета и престолонаследник добили су део парка за приватну употребу.
После краљевог неуспелог покушаја да побегне из Француске, надзор над породицом је појачан. Краљевској породици је дозвољено да шета парком увече 18. септембра 1791. током фестивала организованог у част новог француског устава, када су алеје парка биле осветљене пирамидама и редовима лампиона. 10. августа 1792. гомила је напала Палату, а швајцарске краљеве страже прогонили су кроз парк и масакрирали их. Након уклањања краља са власти и погубљења, парк је постао Национални парк нове Француске Републике. 1794. нова влада је обнову вртова доделила сликару Жак-Лују Давиду у и његовом зету, архитекти Аугусту Шевалу Сант-Иберу. Замислили су парк украшен римским дрворедима, монументалним тремовима, стубовима и осталим класичним украсима. Пројекат Давида и Сант-Ибера никада није завршен. Данас су остала само два екседра, полукружни ниски зидови окруњени статуама поред два рибњака у средишту парка.
Иако Давидов пројекат није завршен, велики број статуа из краљевских резиденција донесен је у вртове на изложбу. Башта је такође коришћена за револуционарне празнике и фестивале. 8. јула 1794. године, ту је Робеспјер организовао церемонију у част Култа Врховног Бића, а сценографије и костиме дизајнирао је Жак-Луј Давид. После химне написане за ту прилику, Робеспјер је запалио лутке који су представљали атеизам, амбицију, егоизам и лажну једноставност, откривајући статуу Мудрости.

### У 19. веку
У 19. веку, парк Тиљерије био је место где су обични Парижани одлазили да се опусте, упознају, шетају, уживају у свежем ваздуху и зеленилу и забављају се.
Наполеон Бонапарта, који је требало да постане цар, уселио се у палату Тиљерије 19. фебруара 1800. године и почео да врши побољшања у складу са царском резиденцијом. Између Лувра и Трга Карусел створена је нова улица, ограда је затворила двориште, а он је саградио мали славолук по узору на лук Септимија Севера у Риму, усред Трга карусел, као церемонијални улаз у његову палату.
1801. Наполеон је наредио изградњу нове улице дуж северног руба парка, кроз простор који су заузимале школа јахања и стаје које је изградила Марија Медичи, и приватне баште аристократа и самостана и верских редова које су били затворени током Револуције. Нова улица, обложена аркадама на северној страни, названа је улица Риволи, после Наполеонове победе 1797. године.
Наполеон је унео неколико промена у унутрашњост парка. Наставио је да користи парк за војне параде и да слави посебне догађаје, укључујући пролазак властите венчане поворке 2. априла 1810, када се оженио надвојвоткињом Маријом Лујзом од Аустрије.
После пада Наполеона, парк је накратко постао уточиште окупаторских аустријских и руских војника. Монархија је обновљена, а нови краљ, Шарл X, обновио је стару традицију и у парку прославио празник Светог Шарла.
1830. године, након кратке револуције, нови краљ, Луј Филип, постао је власник парка. Желео је приватни парк у оквиру парка Тиљерије, па је део испред палате одвојен оградом од остатка парка. Мали ров, цветне леје и осам нових статуа вајара из тог периода украшавали су нови приватни парк.
1852. године, након још једне револуције и краткотрајне Друге републике, нови цар, Луј Наполеон, постао је власник парка. Проширио је свој приватни део у парку даље на запад, све до алеје север-југ. Свој нови парк украсио је гредицама од егзотичних биљака и цвећа и новим статуама. Године 1859. направио је игралиште за свог сина. Такође је изградио два павиљона на западном крају парка, а саградио је нову камену ограду на западном улазу. Када цар није био у Паризу, обично од маја до новембра, цео парк, укључујући његов приватни врт и игралиште, био је отворен за јавност.
1870. године Пруси су поразили и заробили цара Луја Наполеона, а Париз је био поприште устанка Париске комуне. Црвена застава вијорила се над Палатом. Када је војска стигла и борила се да поново заузме град, комунари су намерно спалили палату Тиљерије, а покушали су и Лувр. Рушевине су срушене тек 1883. године. Празно место палате, између два павиљона Лувра, постало је део парка.

### У 20. веку
Крајем 19. и почетком 20. века, парк Тиљерије био је испуњен забавом за јавност; акробати, позоришта лутака, сталци за лимунаду, мали чамци на језерима, јахање магараца и штандови за продају играчака. На Летњим олимпијским играма 1900. године, у парку је одржано мачевање. Мир у врту прекинуо је Први светски рат 1914; статуе су биле окружене врећама песка, а 1918. године две немачке артиљеријске гранате слетеле су у парк.
У годинама између два светска рата, тениски терен претворен је у галерију, а његов западни део коришћен је за приказивање серије слика Водених љиљана Клода Монеа. Оранжерија је постала уметничка галерија савремене западне уметности.
Током Другог светског рата, тениски терен су Немци користили као складиште уметности коју су украли или запленили.
Ослобођење Париза 1944. године забележило је значајне борбе у парку. Монеове слике су озбиљно оштећене током битке.
До шездесетих година 20. века, готово све скулптуре у парку су из 18. или 19. века. 1964–65, министар културе председника Шарла де Гола, уклонио је статуе из 19. века које су окруживале Трг Карусел и заменио их савременим скулптурама Аристида Мајола.
1994. године, у оквиру пројекта Великог Лувра који је покренуо председник Франсоа Митеран, белгијски пејзажни архитекта Жак Вирц преуредио је врт Карусел, додавши лавиринте и лепезу ниских живих ограда из тријумфалног лука на тргу.
1998. године, под председником Жаком Шираком, у башти су постављена дела модерне скулптуре Жана Дифибеа, Хенрија Лорен, Етјена Мартина, Хенри Мура, Жермена Ришијеа, Огиста Родена и Дејвида Смита. 2000. године додата су дела живих уметника; ту су укључена дела Магдалене Абакановицз, Луизе Буржоа, Тонија Крега, Роја Ликтенстајна, Ђузепеа Пенонеа, и др.

### У 21. веку
Почетком 21. века, француски пејзажни архитекти радили су на обнављању неких раних карактеристика врта Андре Ле Нотра.

## Скулптуре
- Меркур јаше Пегаза, (1701–02) Антоан Козево (1640–1720).
- Нимфа Луја Огиста Левека, (1866).
- Тезеј и Минотаур (1821), Жил Рамеј.
- Заклетва Спартака (1871) Луја-Ернеста Барија (1841–1905)
- L'Ombre, (сенка), Огист Роден, 1881–1904.
- Ева, бронза, Огист Роден, 1881– око 1899,
- Méditation avec bras, Огист Роден, 1881– око.1905.
- Le Baiser (Пољубац) Огиста Родена, (одливак из мермера из 1934).

## Извори и цитати
1. ↑  Emmanuel Jacquin. Les Tuileries Du Louvre à la Concorde..
2. ↑  Jacquin, Les Tuileries — Du Louvre à la Concorde, p. 4.
3. ↑  Jacquin, стр. 6
4. ↑  Jacquin, стр. 10
5. ↑  Jacquin, стр. 15
6. ↑  Jarrassé, Grammaire des Jardins Parisiens, p. 51.
7. ↑  Jarrassé, стр. 47
8. ↑  The statues in the park now are copies; the originals are in the Louvre.
9. ↑  Chairs were still being rented for a small sum until 1970.
10. ↑  Jacquin, стр. 24
11. ↑  Jacquin, стр. 25
12. ↑  The two exedres have been restored, with plaster copies of the original statues.
13. ↑  Jacquin, стр. 26–27
14. ↑  1900 Summer Olympics official report. Архивирано на веб-сајту  (28. мај 2008) p. 16. Accessed 14 November 2010. (језик: француски)
15. ↑  Jacquin, стр. 41
16. ↑  Jacquin, стр. 42–43
17. ↑  Jarrassé, стр. 49

48° 51′ 49″ С; 2° 19′ 37″ И / 48.863640° С; 2.326881° И